# Arlington (Kentucky)
Arlington és una població dels Estats Units a l'estat de Kentucky. Segons el cens del 2000 tenia 395 habitants.

## Demografia
Segons el cens del 2000, Arlington tenia 395 habitants, 189 habitatges, i 109 famílies. La densitat de població era de 381,3 habitants/km².
Dels 189 habitatges en un 22,8% hi vivien nens de menys de 18 anys, en un 40,2% hi vivien parelles casades, en un 12,7% dones solteres, i en un 42,3% no eren unitats familiars. En el 39,2% dels habitatges hi vivien persones soles el 23,8% de les quals corresponia a persones de 65 anys o més que vivien soles. El nombre mitjà de persones vivint en cada habitatge era de 2,09 i el nombre mitjà de persones que vivien en cada família era de 2,77.
Per edats la població es repartia de la següent manera: un 21% tenia menys de 18 anys, un 6,1% entre 18 i 24, un 21% entre 25 i 44, un 27,3% de 45 a 60 i un 24,6% 65 anys o més.
L'edat mediana era de 46 anys. Per cada 100 dones de 18 o més anys hi havia 77,3 homes.
La renda mediana per habitatge era de 17.813 $ i la renda mediana per família de 28.750 $. Els homes tenien una renda mediana de 17.396 $ mentre que les dones 15.833 $. La renda per capita de la població era de 13.561 $. Entorn del 24,1% de les famílies i el 29,3% de la població estaven per davall del llindar de pobresa.

## Poblacions més properes
El següent diagrama mostra les poblacions més properes.